# Patapon 3
Patapon 3 — компьютерная игра для PSP, соединяющая жанры музыкальных и тактических ролевых игр.
Впервые игру показали на презентации Sony на E3 2010 года. 

## Игровой процесс
Как и в предыдущих частях, действие игры происходит в двухмерном мире, нарисованном художником Rolito. Действиями патапонов игрок управляет через комбинации символов-слов, из которых составляются команды идти, атаковать, защищаться и прочие.
В третьей части игрок выступает в роли героя, а не бога, в отличие от предыдущих игр. Также появился мультиплеер с возможностью битв четверых игроков против других четырёх посредством ad-hoc-подключения либо через интернет.
Из третьей части пропали мини-игры, набор армии (число солдат на поле боя ограничено 4 персонажами).
Значительно расширен арсенал оружия и брони. В целом, игра гораздо менее ориентирована на одиночное прохождение и заточена преимущественно под кооператив

## Сюжет
Третья часть начинается там, где заканчивается вторая. Патапоны промаршировали через мост, который был возведен во второй части игры, и наткнулись на загадочный сосуд. Без долгих размышлений неугомонные существа открыли его. Из сосуда вырвались семь злых духов — архидемонов и мгновенно обратили всех патапонов в камень. Всех, кроме отважного знаменосца-хатапона. Ему удалось не только избежать печальной участи, но ещё и найти на дне злосчастного сосуда Серебряного Хосипона, который призовет трех воинов-патапонов и самого Всемогущего на борьбу с темными силами,но не представляя какие приключения их ждут, они ждут наступления и начала войны.

## Отзывы
| Сводный рейтинг | Сводный рейтинг |
| Агрегатор       | Оценка          |
| --------------- | --------------- |
| GameRankings    | 74,50 %         |

- Портал Games-TV в своем обзоре оценил игру на 8 из 10 — «Невозможно не влюбиться в этот нарисованный мир, в эти милейшие глазки на ножках и ритмичную музыку»[5].

## Музыка из других игр
Если взять версию игры для диска UMD, установить игру на карту памяти и просканировать файл DATAMS.BND с помощью Dragon Unpacker, то можно найти музыку из таких игр как Final Fantasy и Dyna Brothers.